# Rodolfo de Benevento
Rodolfo de Benevento fue el rector papal del Ducado de Benevento en tiempos del papa León IX, desde 1053 hasta 1054.
Rodolfo fue un capitán suabio que dirigió el contingente de fuerzas en la batalla de Civitate, aunque sus hombres fueron puestos en fuga por Ricardo I de Aversa. Rodolfo fue nombrado rector de Benevento después de que el papa firmara un tratado con los normandos. Rodolfo, sin embargo, no mantuvo el cargo durante mucho tiempo: los beneventinos reclamaron la vuelta de sus anteriores príncipes, Pandulfo III de Benevento y Landulfo VI de Benevento.